# Верхнесамарский сельский совет (Харьковская область)
Верхнесамарский либо Верхне-Самарский сельский совет — входил до 2020 года в состав Близнюковского района Харьковской области Украины.
Административный центр сельского совета находился в селе Верхняя Самара.

## История
- 1924 — дата образования.
- После 17 июля 2020 года в рамках административно-территориальной реформы по новому делению Харьковской области[2][3] данный сельский совет, как и весь Близнюковский район Харьковской области, был упразднён; входящие в совет населённые пункты и его территории присоединены к … территориальной общине Лозовского(?) района.
- Сельсовет просуществовал 96 лет.

## Населённые пункты совета
- село Верхняя Самара
- село Варваровка
- село Веселое
- село Павловка
- село Федоровка